# Assouplissant textile
 (septembre 2024).
Si vous disposez d'ouvrages ou d'articles de référence ou si vous connaissez des sites web de qualité traitant du thème abordé ici, merci de compléter l'article en donnant les références utiles à sa vérifiabilité et en les liant à la section « Notes et références ».
Un assouplissant textile, plus simplement un assouplissant, ou parfois aussi un adoucissant  est un produit ménager d'après-lavage utilisé lors du dernier rinçage du linge de maison pour l'assouplir et limiter l'électricité statique des textiles. Les assouplissants pour machines à laver le linge en phase de rinçage se présentent sous forme liquide. L'effet assouplissant des machines à sécher le linge peut aussi être renforcé par l'ajout d'une lingette parfumée imprégnée également de produit assouplissant, cependant l'effet est moindre.
Les assouplissants sont apparus au début du XXe siècle[réf. nécessaire], ils étaient alors composés de savon et d'huile d'olive ou d'huile de maïs[réf. nécessaire].

## Mécanisme d'action
Les assouplissants recouvrent la surface du linge de molécules chargées électriquement, ce qui permet aux fibres textiles de "se soulever" de la surface des fils des tissus et leurs confère ainsi une texture plus douce et plus moelleuse. Les assouplissants cationiques se fixent par attraction électrostatique aux groupements chimiques chargés négativement situés à la surface des fibres textiles et facilitent ainsi la neutralisation sur une plus courte distance de leur charge électrique. La double couche électrique située à l'interface de la fibre et de la solution aqueuse est alors comprimée ce qui devrait en principe favoriser l'agglutination des fibres entre elles vu la diminution des forces de répulsion électrostatique entre les microfibres. Cependant cet effet est contrecarré par l'effet stérique des longues chaînes aliphatiques des molécules des substances assouplissantes qui s'alignent aussi vers l'extérieur des fibres, leurs conférant également un pouvoir lubrifiant. Du point de vue de la science des surfaces, le mode d'action physico-chimique des assouplissants textiles s'apparente quelque peu à celui des agents superplastifiants pour les bétons qui favorisent la dispersion des particules de ciment dans l'eau.

## Utilisation
Lavage à la main : l'assouplissant doit être ajouté dans la dernière eau de rinçage, en n'excédant pas les quantités prescrites par le fabricant.
Lavage en machine : le produit liquide assouplissant est versé sans excès dans la cuvette adhoc du bac à produits liquides du lave-linge. Au cours du dernier rinçage, le programmateur de la machine à laver le linge commande l'arrivée d'eau dans la cuvette de l'assouplissant. Lorsque le niveau est suffisant, il se produit un effet de siphon provoquant l'écoulement du mélange eau-assouplissant jusqu'à la vidange complète de la cuvette. Il est donc nécessaire de respecter la limite maximale de remplissage de la cuvette d'assouplissant. Si cette limite est dépassée, l'assouplissant risque de s'écouler trop tôt dans le tambour rotatif contenant le linge, et d'être éliminé au premier rinçage.